# Психротрофные бактерии
Психротро́фные бакте́рии (от др.-греч. ψυχρός — холодный, τροφή — «пища», также факультативные психрофилы, психроактивные организмы) — бактерии, которые могут расти при различных температурах, но размножаются и при температурах ниже +5. В отличие от психрофильных бактерий, которые требуют для развития низкие температуры (и обитают обычно глубоко под водой или в ледяных пещерах), психротрофные бактерии живут близко к поверхности Земли и приспособились к годовым изменениям температуры. В тёплое время года они показывают быстрый рост (оптимум от 22 до 30 °C), но способны расти и в холодных условиях, когда другие организмы неактивны.
В группе факультативных психрофилов обнаружены возбудители болезней человека (например, возбудитель чумы, иерсиниоза, гнойно-воспалительных процессов).
Психротрофные организмы отрицательно влияют на вкус и качество молока, при этом в процессе жизнедеятельности в охлаждённом молоке почти не вырабатывая редуктаз, тем самым обесценивая редуктазные пробы.